# Beth (spanische Sängerin)

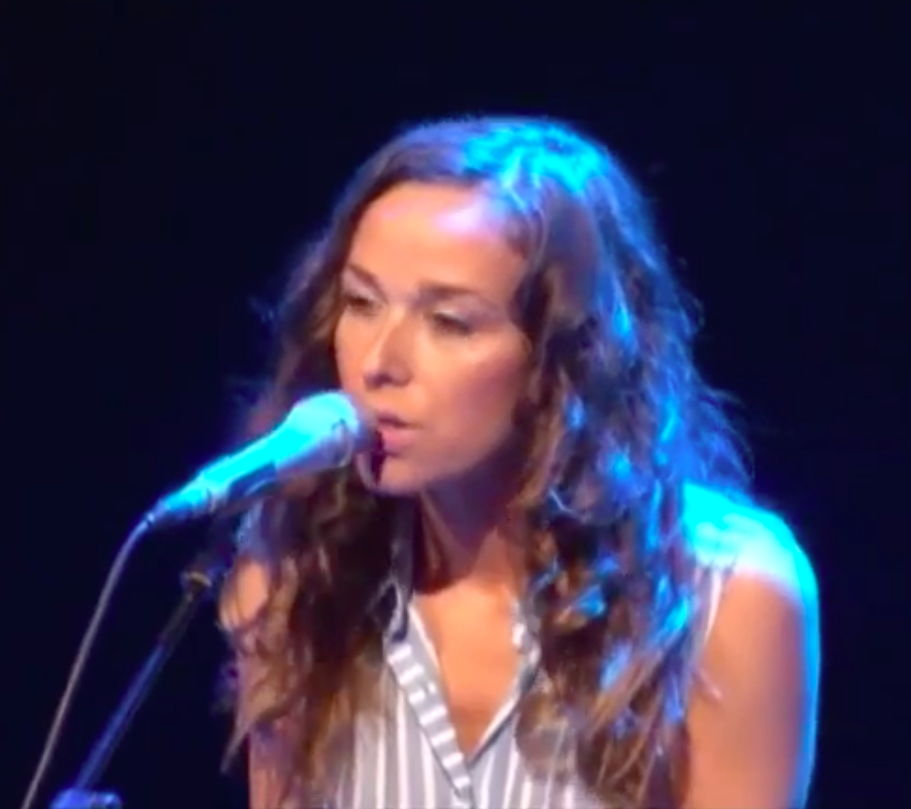
Beth (2011)

Beth, eigentlich Elisabeth Rodergas Cols (* 23. Dezember 1981 in Súria) ist eine spanische Popsängerin und Schauspielerin.

## Leben und Wirken
Sie nahm an der zweiten Staffel (2002/2003) der Castingshow Operación Triunfo teil und erreichte dort den dritten Platz. Bei einer Sonderauswahl wurde zwischen den ersten drei Plätzen der Teilnehmer für Spanien beim Eurovision Song Contest 2003 ausgewählt, den sie für sich verbuchen konnte. Beim Wettbewerb in Riga erreichte sie mit ihrem Popsong Dime dann den achten Platz. 
Neben ihren Musikauftritten wurde sie ab 2006 auch als Theater-Schauspielerin aktiv.

## Diskografie

### Studioalben
- 2003: Otra realidad (ES: ×2Doppelplatin )[1]
- 2004: Palau De La Música Catalana

| Jahr | Titel             | Höchstplatzierung, Gesamtwochen, AuszeichnungChartsChartplatzierungen (Jahr, Titel, Platzierungen, Wochen, Auszeichnungen, Anmerkungen) | Anmerkungen                              |
| Jahr | Titel             | ES | Anmerkungen                              |
| ---- | ----------------- | --- | ---------------------------------------- |
| 2006 | My Own Way Home   | ES57 (2 Wo.)ES | Erstveröffentlichung: 10. Oktober 2006   |
| 2010 | Segueix-me el fil | ES37 (5 Wo.)ES | Erstveröffentlichung: 18. Mai 2010       |
| 2013 | Família           | ES37 (3 Wo.)ES | Erstveröffentlichung: 17. September 2013 |

### Singles
| Jahr | Titel Album        | Höchstplatzierung, Gesamtwochen, AuszeichnungChartsChartplatzierungen (Jahr, Titel, Album, Platzierungen, Wochen, Auszeichnungen, Anmerkungen) | Anmerkungen |
| Jahr | Titel Album        | ES | Anmerkungen |
| ---- | ------------------ | --- | ----------- |
| 2006 | Dime Otra realidad | ES1 Gold · (7 Wo.)ES |             |